# Гир, Эллен
Эллен Гир (англ. Ellen Geer, 29 августа 1941) — американская актриса, профессор, сценарист и режиссёр.

## Жизнь и карьера
Дочь актёра Уилла Гира. Гир начала свою карьеру в середине 1960-х с ролей в кино. После она получила большую известность благодаря съёмкам в телевизионных ситкомах. У неё были постоянные роли в таких сериалах, как «Фэлкон Крест», «Династия», «Лунный свет», «Даллас» и «Красавица и чудовище». Она также имела в последние годы гостевые роли в сериалах «Скорая помощь», «C.S.I.: Место преступления», «Полиция Нью-Йорка», «Сверхъестественное», «Менталист» и т. д. Она появилась в финале сериала «Зачарованные», где сыграла старую Пайпер. В 2007—2008 годах она появилась в четвёртом сезоне сериала «Отчаянные домохозяйки», где сыграла роль тёти Кэтрин Мейфеир.
С 1978 года Гир является преподавателем «Artistic Director of the Will Geer Theatricum Botanicum». Она также работала как приглашённый профессор в «Калифорнийском университете в Лос-Анджелесе».

## Личная жизнь
В 1975 году вышла замуж за музыканта Питера Олсопа. У них две дочери: художница Меган Гир-Олсоп и актриса Уиллоу Гир-Олсоп.

## Избранная фильмография
| Год       |   | Русское название      | Оригинальное название | Роль          |
| --------- | - | --------------------- | --------------------- | ------------- |
| 2007—2012 | с | Отчаянные домохозяйки | Desperate Housewives  | Лиллиан Симмс |